# アイノン

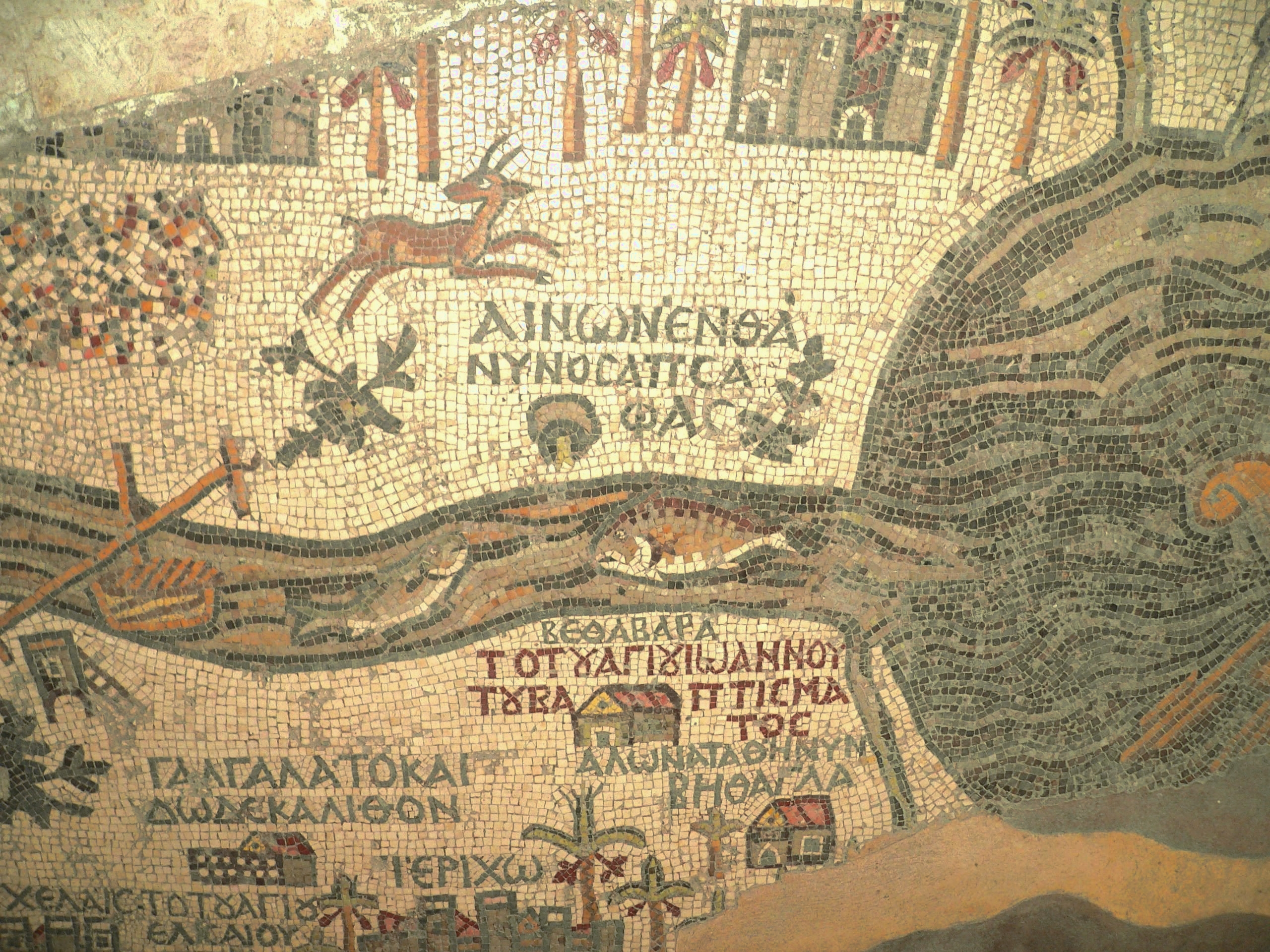
アイノンの位置を示したマダバの地図の一部

アイノン(Aenon)は、バプテスマのヨハネがバプテスマを授けていた場所の一つで。この地名はヘブル語の「泉」を意味するアインに由来すると言われる。
エウセビオスはヨルダン川の西側サマリヤの北、スキトポリス（ベテ・シャン）の南の地であったと記している。古い伝承では、ベテ・シャンの南12km、サリムに近い場所であると言われる。

## 聖書
イエス・キリストと弟子たちがユダの地に行って滞在して、バプテスマを授けていた頃、先には「ヨルダン川の向こう側、ベタニア」（新共同訳）と呼ばれる地でバプテスマを授けていた。ヨハネがヨルダン川の東側のベタニアから西側のアイノンに移った理由として、そこは水が多かったと記されている。